# افرم زیمبالیست جونیور
افرم زیمبالیست جونیور (انگلیسی: Efrem Zimbalist, Jr.؛ ۳۰ نوامبر ۱۹۱۸ – ۲ مهٔ ۲۰۱۴) یک هنرپیشه اهل ایالات متحده آمریکا بود. وی بین سال‌های ۱۹۴۵ تا ۲۰۱۴ میلادی فعالیت می‌کرد.

## بخشی از فیلمشناسی
از فیلم‌ها یا برنامه‌های تلویزیونی که وی در آن نقش داشته‌است می‌توان به آثار زیر اشاره کرد.
- خانه غریبه‌ها (۱۹۴۹)
- دسته فرشتگان (۱۹۵۷)
- خیلی زیاد، خیلی زود (۱۹۵۸)
- هارلو (فیلم ماگنا) (۱۹۶۵)
- تا تاریکی صبر کن (۱۹۶۷)
- فرودگاه ۱۹۷۵ (۱۹۷۴)
- زبر و زرنگ‌ها! (۱۹۹۱)
- بتمن: نقاب شبح (۱۹۹۳)
- بتمن: معمای بت‌وومن (۲۰۰۳)
- ماوریک (مجموعه تلویزیونی) (۱۹۵۷–۱۹۵۸)
- آلفرد هیچکاک تقدیم می‌کند (۱۹۶۴)
- بتمن: مجموعه پویانمایی (۱۹۹۲–۱۹۹۵)
- حصار چوبی (۱۹۹۶)